# Visions of Johanna
(Visions of Johanna, Bob Dylan)
Visions of Johanna è una canzone di Bob Dylan contenuta nel suo doppio album del 1966 intitolato Blonde on Blonde. 

## Il brano
Considerata una delle più grandi composizioni di Dylan da critica e pubblico, Dylan stesso la indicò come la sua canzone preferita dell'album Blonde on Blonde, di cui è la terza traccia, poiché catturava "quel sottile, selvaggio suono al mercurio" che aveva in testa. Il brano si è classificato alla posizione numero 404 nella lista delle 500 migliori canzoni di tutti i tempi redatta dalla rivista Rolling Stone. Nel 1999, il professore universitario di letteratura e poesia, Andrew Motion, proclamò che la composizione aveva il miglior testo mai scritto per una canzone di musica leggera e arrivò a proporre la candidatura di Bob Dylan al Premio Nobel per la letteratura.
Ci sono state molte interpretazioni circa il significato della canzone, nessuna delle quali mai confermate da Dylan. All'epoca, Joan Baez, ex amante di Bob, era convinta che nel brano ci fossero molti riferimenti velati a lei e alla relazione sentimentale che li aveva legati. Ma non si può nemmeno escludere che il testo parli di Sara Lownds, sposata da Dylan in gran segreto il 22 novembre 1965, poche settimane prima di registrare la canzone. Essenzialmente nella composizione affiorano due personaggi femminili, che rappresentano le due facce opposte della femminilità che da sempre si ritrovano in ambito letterario: Louise, terrena e carnale, e Johanna, pura e immacolata come una madonna. Sono inoltre rintracciabili nel testo anche delle influenze poetiche da William Blake e dalla figura del personaggio storico di Giovanna d'Arco.

### Registrazione ed esecuzioni dal vivo

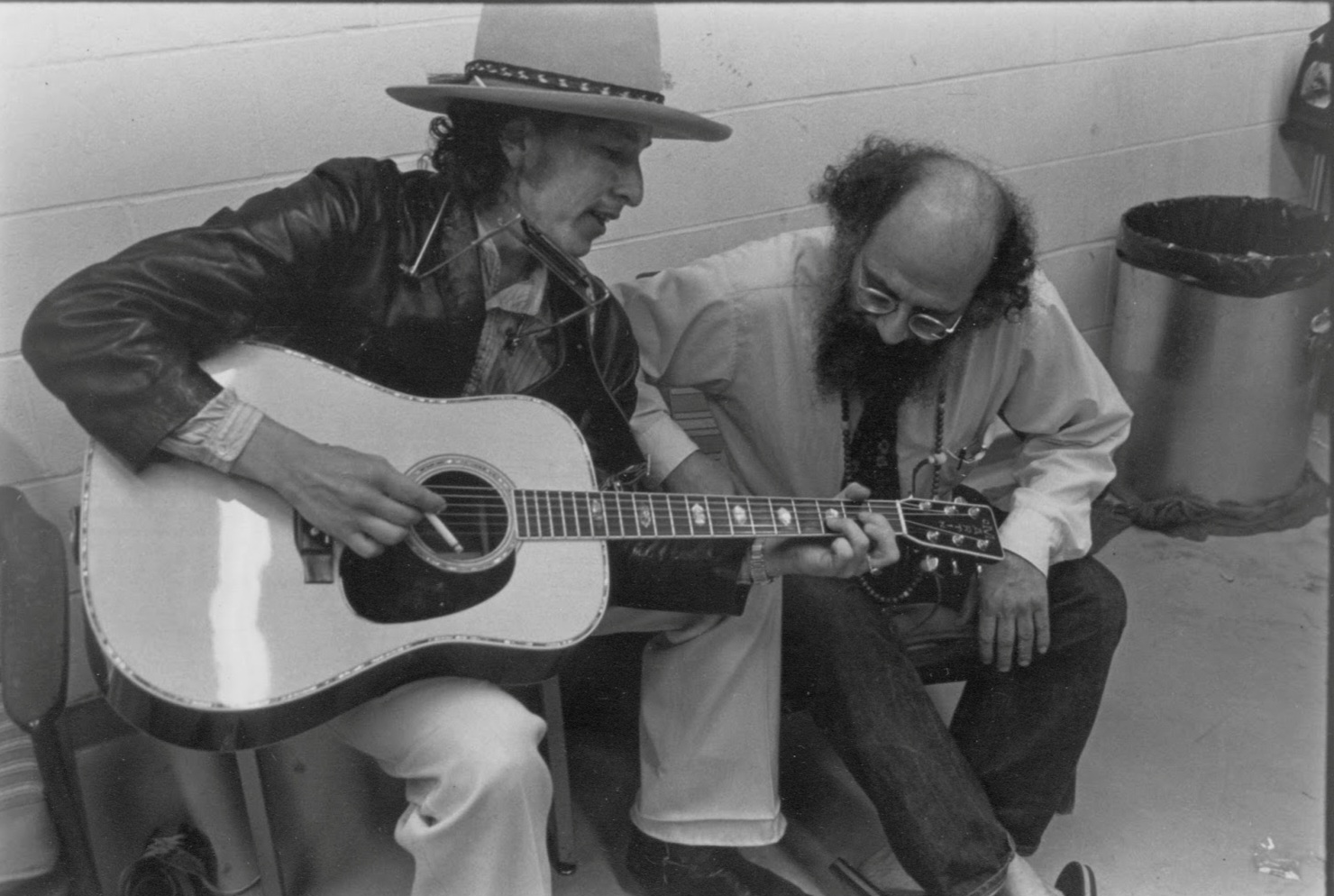
Dylan suona una canzone a Allen Ginsberg durante il tour Rolling Thunder Revue del 1975. La tecnica poetica di Ginsberg è stata indicata come una delle influenze di Dylan all'epoca in cui scrisse Visions of Johanna.

La canzone in origine si intitolava Seems Like a Freeze Out e proveniva dalle prime sedute di registrazione per l'album Blonde on Blonde tenutesi a New York. Queste versioni iniziali, pubblicate in seguito su numerosi bootleg, hanno un ritmo più veloce (maggiormente simile a Most Likely You'll Go Your Way And I'll Go Mine) e, nell'ultima strofa, una inversione di ruoli tra due personaggi, il venditore ambulante e il violinista. Due successive versioni più lente vennero registrate sempre a New York, una delle quali è stata poi inserita in The Bootleg Series Vol. 7: No Direction Home: The Soundtrack.
Dylan eseguì la canzone dal vivo in pubblico per la prima volta il 4 dicembre 1965, al Berkeley Community Theatre. Presente al concerto c'era Joan Baez, che credette fosse dedicata a lei. La Baez disse: «Lui aveva appena scritto Visions of Johanna, che mi suonava molto sospetta... non l'aveva mai suonata in precedenza e Neuwirth mi disse che gli aveva detto che ero in sala quella sera, e allora lui la fece». Il biografo di Dylan Clinton Heylin suggerisce invece che se Dylan suonò la canzone per qualcuno quella sera, lo fece per Allen Ginsberg. Heylin deduce che Dylan considerasse Ginsberg come una delle sue influenze fondamentali per la scrittura dei testi, e che eseguì Visions of Johanna come omaggio al poeta della Beat Generation.
Due versioni dal vivo della canzone vennero registrate durante il tour in Gran Bretagna di Dylan del 1966 e pubblicate in seguito. Una proviene dal concerto alla Royal Albert Hall, il 26 maggio, ed è contenuta nell'album Biograph, pubblicato nel 1985. La seconda proviene dal celebre concerto alla Free Trade Hall di Manchester, ed è stata inserita in The Bootleg Series Vol. 4.

## Cover

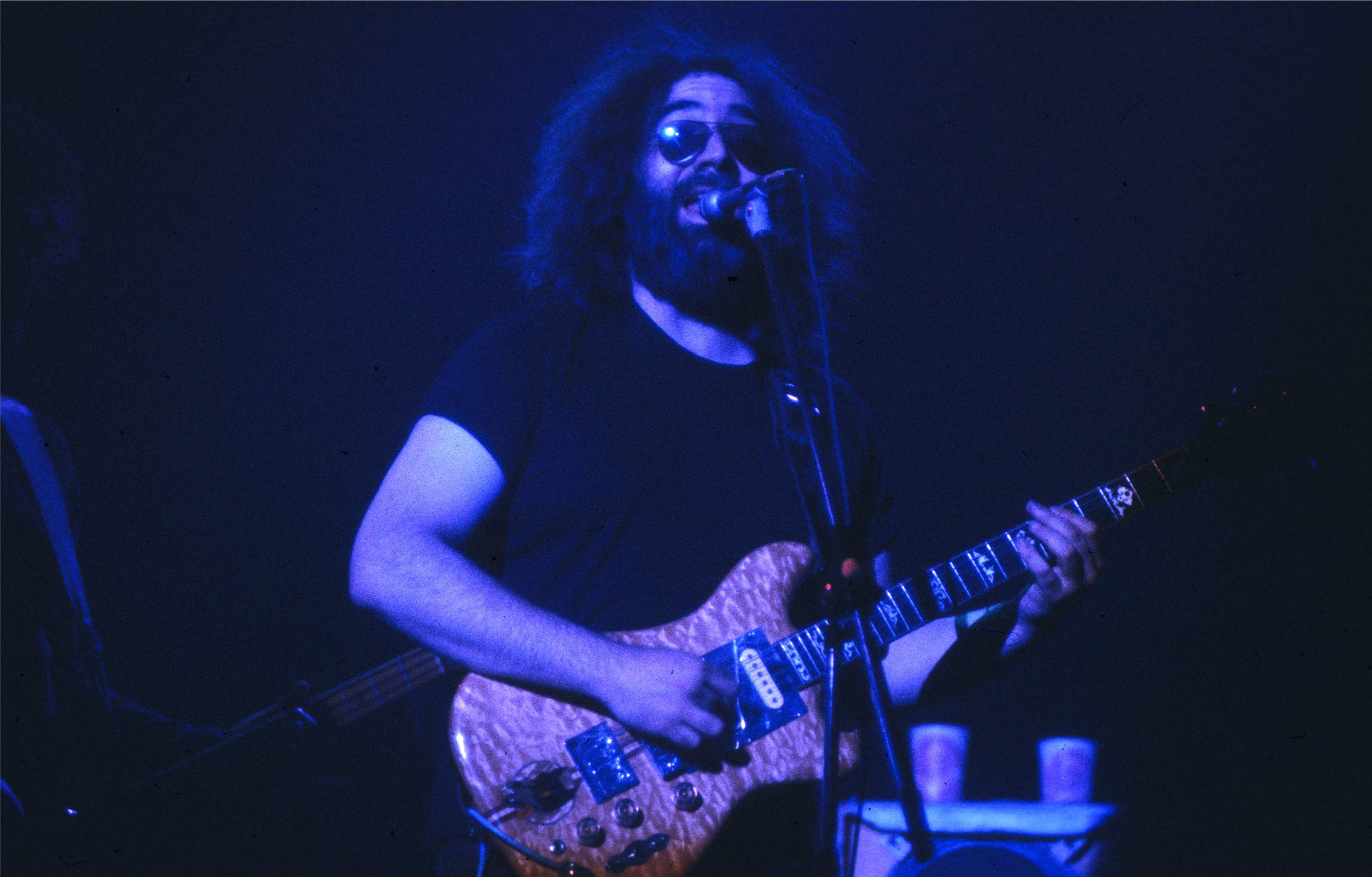
Jerry Garcia incise Visions of Johanna sia come artista solista sia come membro dei Grateful Dead.

I Grateful Dead suonarono diverse volte Visions of Johanna in concerto tra il 1986 e il 1995, e sia la band che Jerry Garcia da solo pubblicarono una versione live della canzone. Altri artisti che hanno reinterpretato il brano includono: Marianne Faithfull, Robyn Hitchcock, Lee Ranaldo, Michel Montecrossa, Chris Smither, l'ex chitarrista dei Flamin' Groovies Chris Wilson, Julie Felix, e Maggie Holland. Il trio jazz Jewels and Binoculars, che ha preso il nome da un verso di Visions of Johanna, registrò una versione strumentale della canzone per il proprio album The Music of Bob Dylan. Versioni in lingua straniera includono registrazioni ad opera di Jan Erik Vold, Kåre Virud & Telemark Blueslag in norvegese, Gerard Quintana & Jordi Batiste in catalano, Steffen Brandt in danese, e Ernst Jansz in olandese.